# Pastoriza (Noya)
Pastoriza es una localidad del municipio español de Noya. Está situado en la parroquia de Roo, a 5.7 kilómetros de la capital municipal.
En 2011 tenía una población de 17 habitantes (10 hombres y 7 mujeres).
- Datos: Q9056742